# Carolina Cosse
Ana Carolina Cosse Garrido (Montevidéu, 25 de dezembro de 1961) é uma engenheira e política uruguaia que foi senadora do Uruguai e atualmente serve como vice-presidente, eleita na eleição presidencial no país em 2025 junto ao presidente Yamandú Orsi.
Ela foi Intendente de Montevidéu de novembro de 2020 até sua renúncia em julho de 2024. Membro da Frente Ampla, ela serviu como Ministra da Indústria, Energia e Mineração de 2015 a 2019 durante o segundo governo do presidente Tabaré Vázquez. Nas eleições gerais uruguaias de 2019, ela foi eleita para o Senado do Uruguai, tomando posse em 15 de fevereiro de 2020. Em 27 de setembro de 2020, ela foi eleita Intendente de Montevidéu, capital do país.

## Vida pessoal e educação
Ana Carolina Cosse Garrido nasceu e foi criada na capital Montevidéu em 25 de dezembro de 1961, filha de Villanueva Cosse, um professor de história e ator ativo principalmente na Argentina, e Zulma Garrido, entre os bairros de Villa Española e Curva de Maroñas. Cosse é descendente de franceses e espanhóis. Ela começou seus estudos na Escola Primária N.º 117. Em 1991, Cosse se formou na Faculdade de Engenharia da Universidade da República com um diploma em engenharia elétrica. Durante seus anos de faculdade, ela se juntou à União da Juventude Comunista (UJC).
Após sua carreira acadêmica, ela trabalhou principalmente para empresas privadas, incluindo Siemens, Claro, e Verizon. Ela também forneceu assistência a agências governamentais, como projetar e supervisionar o primeiro cabeamento estruturado para o estado sob o Ministério das Relações Exteriores e desenvolver dispositivos de captura de impressões digitais para o Conselho Eleitoral Nacional da Venezuela entre 1994 e 1999. Em 2009, Cosse obteve um mestrado em engenharia matemática.
Cosse tem dois filhos, Rodrigo e Ángeles. Ela é torcedora do Club Nacional de Football.

## Carreira política
A carreira política de Cosse começou em 2007, quando assumiu o cargo de diretora da Divisão de Tecnologia da Informação da Intendência de Montevidéu. Entre as políticas que ela promulgou no cargo estava a implementação tecnológica do Sistema de Transporte Metropolitano (STM) da cidade.
Em maio de 2010, o presidente José Mujica a nomeou presidente da Administração Nacional de Telecomunicações (Antel), cargo que ocupou até 2015. Em dezembro de 2014, após a confirmação da eleição de Tabaré Vázquez para um novo mandato presidencial, foi anunciado que Cosse seria a chefe do Ministério da Indústria, Mineração e Energia, cargo que assumiu em 2 de março de 2015. Durante sua gestão à frente dessa pasta ministerial, foi construído um centro de dados e instalado um cabo submarino que conectava o Uruguai aos Estados Unidos. Além disso, foi construída a Antel Arena, local cuja construção foi marcada por polêmicas e interrupções durante os anos em que Cosse esteve à frente da Antel e do Ministério da Indústria.

## Vice-presidente do Uruguai

### Campanha vice presidencial
Cosse foi oficialmente nomeada para vice-presidência pela Convenção Nacional da Frente Ampla em 3 de agosto. Ela anunciou que não votaria a favor de nenhum dos referendos constitucionais submetidos à consulta popular. Em relação à reforma para permitir batidas policiais noturnas, ela disse que um governo da Frente Ampla não aplicaria a medida. Suas declarações geraram polêmica devido à possibilidade de não respeitar a Constituição, da qual ela posteriormente se retratou.
Durante a campanha, ela se recusou a participar de um debate entre os candidatos à vice-presidência, rejeitando assim as propostas da candidata do Partido Nacional, Valeria Ripoll. Cosse se tornou a vice-presidente eleita depois que Orsi venceu o segundo turno das eleições gerais de 2024.